# Käsplatte
Die Käsplatte ist ein 979,3 m hoher, untergeordneter Berg im Bayerischen Wald.
Er liegt etwa zwei Kilometer nördlich des bekannten Pröller zwischen den Ortschaften Prackenbach, Kollnburg und St. Englmar auf Gebiet der Gemeinde Sankt Englmar. Der geringfügig niedrigere Nachbargipfel des Hanichelriegels liegt etwa vierhundert Meter östlich. Zur Käsplatte führen mehrere markierte Wanderwege, beispielsweise ausgehend von Ahornwies, Münchshöfen oder Kolmberg.
Auf dem Gipfel der Käsplatte erwartet den Wanderer außer der natürlichen Ruhe ein ungewohnter Anblick: Ähnlich wie am Lusen ist der Berg mit hunderten Felsblöcken übersät, von denen aus ein guter Ausblick nach Norden und Westen möglich ist.

## Geotop
Das Blockmeer auf der Käsplatte ist vom Bayerischen Landesamt für Umwelt als bedeutendes Geotop (Geotop-Nummer: 278R010) und Naturdenkmal ausgewiesen. Dieses 60000 Quadratmeter große Blockmeer aus Granit und Anatexit entstand im Pleistozän.